# كويتشي ناكاساتو
كويتشي ناكاساتو (باليابانية: 中里 晃一) (مواليد 31 أغسطس 1973)، هو لاعب كرة قدم سابق كان يلعب كلاعب وسط.

## وصلات خارجية
- كويتشي ناكاساتو على موقع رابطة كرة القدم اليابانية للمحترفين (اليابانية)